# Вакуумне лиття
Ва́куумне лиття́ (англ. vacuum casting) — заповнення ливарної форми рідким металом у вакуумі.

## Основні принципи вакуумного лиття
Принцип лиття з використанням вакуумного засмоктування полягає у тому, що розплав заповнює ливарну форму під дією розрідження, створюваного у її порожнині, після чого при затвердінні металу утворюється виливок. Швидкість заповнення форми розплавом можна регулювати, змінюючи різницю між атмосферним тиском і тиском у порожнині форми.
Вакуумне лиття здійснюється вакуумним засмоктуванням металу у форму, розміщену над розплавленим металом, або вакуумним засмоктуванням з використанням металостатичного тиску у форму, що міститься під розплавленим металом. Крім того, застосовують вакуумно-відцентрове заливання, лиття у вакуумі під тиском (у машині для лиття під тиском з вакуумуванням прес-форм), заливання форм вільно спадним струменем у вакуумній камері тощо. Вакуум залежно від методу може бути у межах 40…0,3 Н/м² (0,3—2×10-3 мм рт. ст.).
У процесі вакуумного лиття заповнення форми металом супроводжується видаленням з неї газів, що сприяє одержанню щільних, високоякісних тонкостінних (товщина стінки до 1 мм і менше) виливків. Щоб виготовити тонкостінні виливки, з матеріалів, що швидко тверднуть, вдаються до попередньої дегазації у ковші, вакуумній камері тощо.

## Використання
Вакуумне лиття застосовують у виробництві продукції з титану, цирконію, урану, берилію та інших металів і сплавів. Вакуумне лиття в поєднанні з вакуумною плавкою поширене при виготовленні відливок із спеціальних сплавів і сталей. Найчастіше метод використовують для лиття заготовок втулок, вкладишів, підшипників ковзання з дефіцитних та дорогих мідних сплавів, у ювелірній справі.